# Zlepieniec

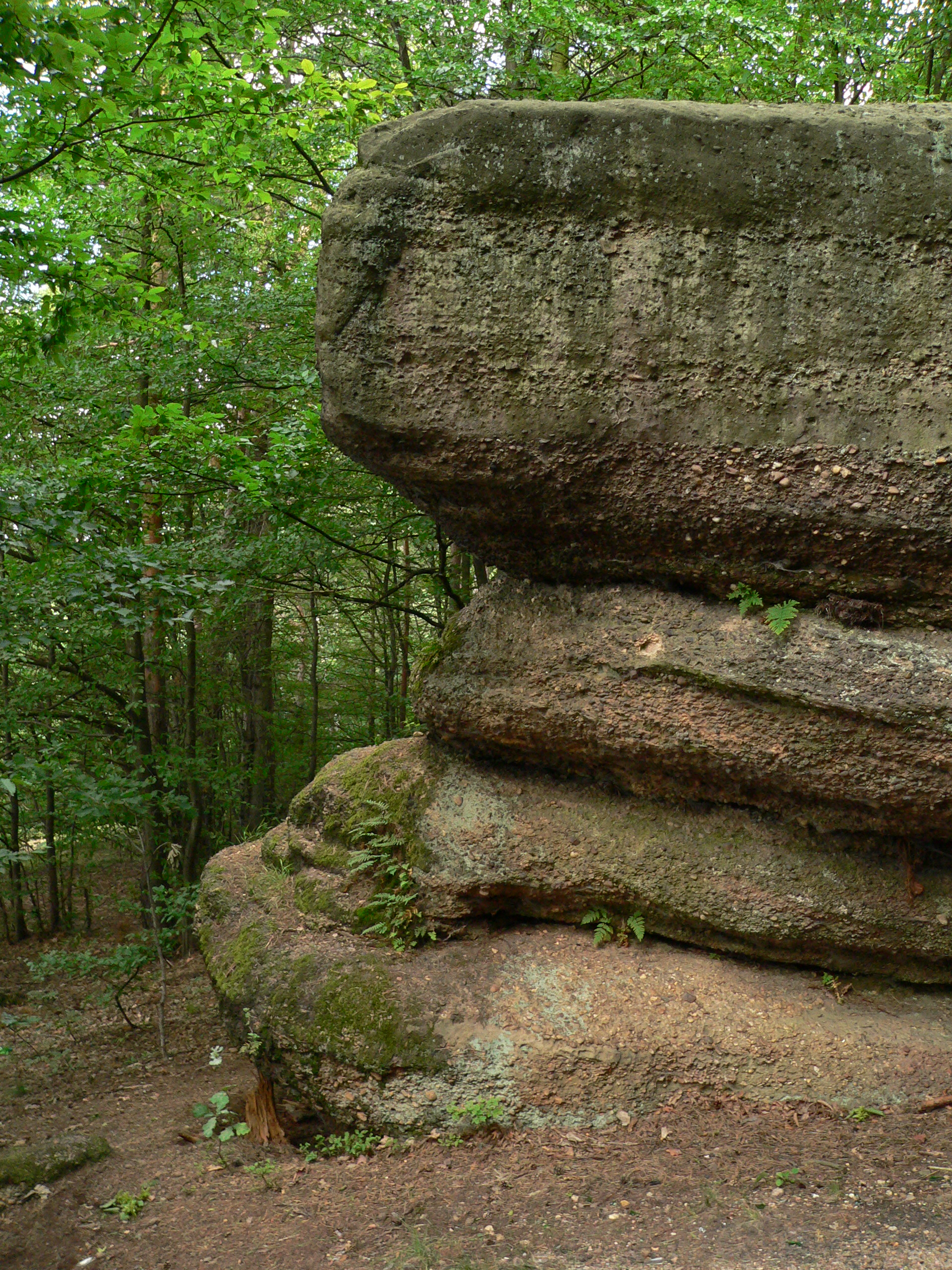
Skały zlepieńcowe w rezerwacie przyrody Piekiełko Szkuckie

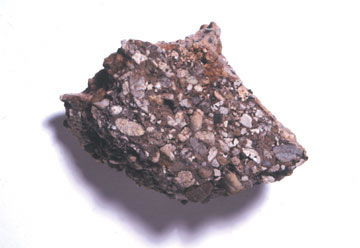
Zlepieniec

Zlepieniec, konglomerat, żwirowiec – grubookruchowa, lita skała osadowa o różnych barwach, złożona z ziaren żwiru (lub głazów) spojonych lepiszczem. Różni się od żwiru obecnością lepiszcza.
Zlepieniec składa się głównie z obtoczonych okruchów skał, czym różni się od brekcji. Między zlepieńcami a brekcjami nie można jednak poprowadzić wyraźnej granicy, gdyż istnieje szereg skał pośrednich, które stanowią przejścia od brekcji do zlepieńca.
Podobnie jak żwiry, zlepieńce mogą być: 
- polimiktyczne (zawierające wiele różnych rodzajów otoczaków).
- oligomiktyczne (ubogie lub zubożałe)

W przyrodzie zlepieńce bardzo często występują wraz z piaskowcami. Pospolite są przejścia: zlepieniec - zlepieniec piaszczysty - piaskowiec zlepieńcowaty - piaskowiec.

## Zlepieńce w Polsce
W Polsce przykładem zlepieńców polimiktycznych są m.in.:
- "zlepieniec zygmuntowski" – permski (czerwony spągowiec) zlepieniec (fanglomerat) powstały z osadów transportowanych przez rzeki płynące po intensywnych opadach na pustyni, która zajmowała obszar współczesnych Gór Świętokrzyskich. Otoczaki to głównie dewońskie wapienie tkwiące w piaszczystym matriksie. Brak struktur sedymentacyjnych z wyjątkiem bardzo grubych ławic. Zlepieniec zygmuntowski jest jednym z najstarszych osadów Mezozoicznego Obrzeżenia Gór Świętokrzyskich. Jego nazwa pochodzi od króla Zygmunta III Wazy. Pierwszy trzon kolumny Zygmunta wykonany był właśnie z tej skały.
- "zlepieniec myślachowicki" – dolnopermski osad typu piedmontowego (przedgórskiego) znany z okolic Krakowa. Składa się z otoczaków wapieni dewońskich i karbońskich, w mniejszym stopniu z innych skał, np. kwarców żyłowych, lidytów. Spoiwo jest najczęściej wapniste. Zlepieniec powstał w wyniku scementowania okruchów różnych skał i minerałów, takich jak granity, wapienie, dolomity czy skały krzemionkowe za pomocą spoiwa krzemionkowego, ilasto-żelazistego lub węglanowego.
- "zlepieniec z Malinowskiej Skały" – górnokredowy, drobno- i średnioziarnisty zlepieniec kwarcowy, zawierający liczne okruchy łupków łyszczykowych (mikowych) i granitów oraz ziarna skaleni. Jego pokrój jest zbliżony do brekcji: w ławicach, osiągających kilka metrów miąższości, tkwią bloki i bryły piaskowca i drobnoziarnistego zlepieńca o średnicy dochodzącej do 4 m. Ławice tego zlepieńca powstały w podmorskim osuwisku, w którym część materiału została wtórnie rozdrobniona. Występuje na powierzchnię w górnych warstwach godulskich w Beskidzie Śląskim w rejonie szczytu Malinowskiej Skały.